# Белер (Тексас)
Белер (енгл. Bellaire) град је у америчкој савезној држави Тексас. По попису становништва из 2010. у њему је живело 16.855 становника.

## Демографија
Према попису становништва из 2010. у граду је живело 16.855 становника, што је 1.213 (7,8%) становника више него 2000. године.
| Група             | 2000.          | 2010.          |
| Белци             | 13.041 (83,4%) | 12.242 (72,6%) |
| Афроамериканци    | 131 (0,8%)     | 277 (1,6%)     |
| Азијати           | 993 (6,3%)     | 2.384 (14,1%)  |
| Хиспаноамериканци | 1.221 (7,8%)   | 1.595 (9,5%)   |
| Укупно            | 15.642         | 16.855         |